# Ministro della Real Casa
Il ministro della Real Casa è stato il gentiluomo incaricato di seguire gli affari privati del re d'Italia. 
In determinati periodi del regno ha svolto anche un ruolo politico, come Urbano Rattazzi che influenzò le scelte di Umberto I e, in seguito, col duca d'Acquarone che ebbe un ruolo di contatto tra Vittorio Emanuele III e gli esponenti degli ambienti che favorirono la caduta del governo Mussolini.
Nel Regno d'Italia il Ministro della Real Casa era preposto al Ministero della Real Casa, un ufficio complesso, strutturato in direzioni e sezioni come i ministeri dell'amministrazione statale, competente ad amministrare i beni della corona e della lista civile. Non faceva parte del governo ma la sua nomina fu fatta rientrare, dal regio decreto 14 novembre 1901, n. 466, tra le attribuzioni del Consiglio dei ministri.
Dopo la nascita della Repubblica quelle che erano le funzioni del ministro della Real Casa vengono svolte dal Segretario Generale alla Presidenza della Repubblica.

## Cronotassi
| N° | Sovrintendente Generale della Lista Civile, Ministro della Real Casa (dal 1850) | Sovrintendente Generale della Lista Civile, Ministro della Real Casa (dal 1850)                     | Mandato | Mandato                                                 | Sovrano                                                        |
| N° | Sovrintendente Generale della Lista Civile, Ministro della Real Casa (dal 1850) | Sovrintendente Generale della Lista Civile, Ministro della Real Casa (dal 1850)                     | Inizio  | Fine                                                    | Sovrano                                                        |
| -- | ------------------------------------------------------------------------------- | --------------------------------------------------------------------------------------------------- | ------- | ------------------------------------------------------- | -------------------------------------------------------------- |
| 1  |                                                                                 | Cesare Trabucco di Castagneto (1802-1888)                                                           | 1850    | 1852                                                    | Vittorio Emanuele II (1849-1878)                               |
| 2  |                                                                                 | Stanislao Cordero di Pamparato (1797-1863)                                                          | 1852    | 1854                                                    | Vittorio Emanuele II (1849-1878)                               |
| 3  |                                                                                 | Giovanni Nigra (1798-1865)                                                                          | 1854    | 1865                                                    | Vittorio Emanuele II (1849-1878)                               |
| 4  | ?                                                                               | Giovanni Rebaudengo (?-?) Reggente la carica, già Sovrintendente del Patrimonio Particolare di S.M. | 1865    | 1868                                                    | Vittorio Emanuele II (1849-1878)                               |
| 5  |                                                                                 | Filippo Antonio Gualterio (1819-1874)                                                               | 1868    | 1869                                                    | Vittorio Emanuele II (1849-1878)                               |
| 6  | ?                                                                               | Federico Frichignono di Castellengo (?-?) Facente funzioni già Grande Scudiere del Re               | 1869    | 1871                                                    | Vittorio Emanuele II (1849-1878)                               |
| 7  |                                                                                 | Giovanni Visone (1814-1893) Facente funzioni già Sovrintendente Generale della Lista Civile         | 1871    | 1874                                                    | Vittorio Emanuele II (1849-1878)                               |
| 8  | Giovanni Visone (1814-1893)                                                     | 1874                                                                                                | 1892    | Vittorio Emanuele II (1849-1878) Umberto I (1878-1900)  |                                                                |
| 9  |                                                                                 | Urbano Rattazzi iuniore (1845-1911)                                                                 | 1892    | 1894                                                    | Umberto I (1878-1900)                                          |
| 10 |                                                                                 | Emilio Ponzio Vaglia (1831-1912) Facente funzioni già Primo Aiutante di Campo del Re                | 1894    | 1899                                                    | Umberto I (1878-1900)                                          |
| 11 | Emilio Ponzio Vaglia (1831-1912)                                                | 1899                                                                                                | 1909    | Umberto I (1878-1900) Vittorio Emanuele III (1900-1946) |                                                                |
| 12 |                                                                                 | Alessandro Mattioli Pasqualini (1863-1943)                                                          | 1909    | 1939                                                    | Vittorio Emanuele III (1900-1946)                              |
| 13 |                                                                                 | Pietro d'Acquarone (1890-1948)                                                                      | 1939    | 1944                                                    | Vittorio Emanuele III (1900-1946)                              |
| 14 |                                                                                 | Falcone Lucifero (1898-1997)                                                                        | 1944    | 1946                                                    | Umberto, Luogotenente Generale del Regno poi Umberto II (1946) |